# Supercoppa serba 2017 (pallavolo femminile)
La Supercoppa serba 2017 si è svolta il 10 ottobre 2017: al torneo hanno partecipato due squadre di club serbe e la vittoria finale è andata per la terza volta all'Odbojkaški klub Vizura.

## Regolamento
Le squadre hanno disputato una gara unica.

## Squadre partecipanti
| Squadra                | Qualificazione                     | Ultima partecipazione |
| ---------------------- | ---------------------------------- | --------------------- |
| Vizura                 | Vincitrice Superliga 2016-17       | Supercoppa serba 2016 |
| Jedinstvo Stara Pazova | Vincitrice Coppa di Serbia 2016-17 | Supercoppa serba 2016 |

## Torneo
| 10 ottobre 2017 Sportski centar Ruma, Ruma Durata: 1h:08 - Spettatori: 600 | Vizura | 3 - 0 | Jedinstvo Stara Pazova | 25-15, 25-22, 25-14 |